# Anne M. Houtman
Anne M. Houtman é uma administradora académica norte-americana que serve como a vigésima presidente do Earlham College.